# Nicolai Edinger Balle

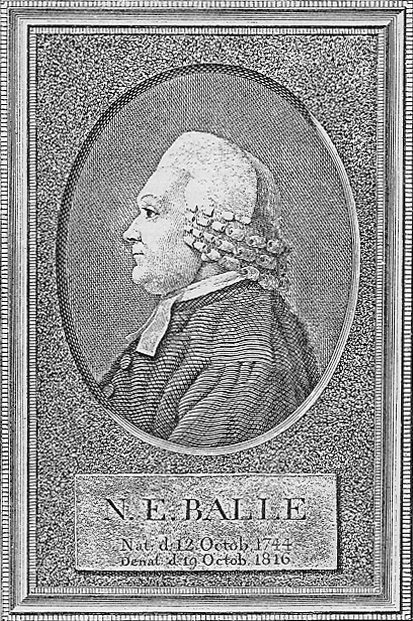
Nikolei Edinger Balle

Nicolai Edinger Balle (* 12. Oktober 1744 Insel Lolland; † 19. Oktober 1816) war ein dänischer lutherischer Theologe und Bischof.

## Leben
Nicolai Edinger Balle war der Sohn von Søren Pedersen Balle (1715–1758) und Margrethe Dorothea Mundt (1719–1762). Nach dem Studium, unter anderem bei Johann Salomo Semler in Halle, wurde er 1770 Landpastor in Jütland und nahm 1772 einen Ruf als vierter Professor der Theologie an der Universität Kopenhagen an. Zwei Jahre später wurde er zum Hofprediger und zum Dr. theol. ernannt. Nach dem Tod seiner ersten Frau Frederikke Severine Grundtvig, einer Tante von Nikolai Frederik Severin Grundtvig, heiratete er 1782 Johanne Frederikke Harboe (* 1756), eine Tochter der Bischofs Ludvig Harboe. Noch im selben Jahr wurde er seinem Schwiegervater als Gehilfe zur Seite gestellt und übernahm nach dessen Tod im Jahr 1783 das Amt des Bischofs von Seeland und Primas der Dänischen Kirche. Durch Neuausgaben des Katechismus (1791) und des Gesangbuchs (1798) wirkte er im Sinne der Aufklärungstheologie, auch wenn er sich den radikaleren Bestrebungen Christian Bastholms widersetzte. 1808 ließ er sich in den Ruhestand versetzen. Sein Urenkel und Namensvetter war der Grönlandmissionar Nikolaj Edinger Balle (1839–1900).

## Werke
- Theses theologicae (Kopenhagen 1776)
- Religionslehrbuch (1791)